# Contra caducum morbum
Contra caducum morbum oder Pro cadente morbo ‚Gegen die Fallsucht‘ ist ein spätalthochdeutscher Zauber- oder Segenspruch gegen epileptische Anfälle.

## Spruch
Der Spruch steht im Verstehenskontext antiker und spätantiker Vorstellungen, dass die Fallsucht, Epilepsie durch Geister oder Dämonen hervorgerufen wurde und die „Opfer“ zu Besessenen machte. So zeigt der Contra caducum morbum in seiner formalen Struktur eine zweckmäßige anleitende Abfassung zu einem Exorzismus mit einem doppelten Beschwörungsbefehl stant uf waz dir. got der gebot dir ez.

Umstritten beziehungsweise unklar ist die Frage, ob in dem Spruch vorchristliche pagane und volksreligöse Vorstellungen und Traditionen reflektiert werden. Besondere Aufmerksamkeit hat hierbei die Wendung Doner dutiger .. diet mahtiger (Münchner Hs.) gefunden. Einige Forscher sehen hier eine alte überlieferte stabreimende Form einer Anrufung des germanischen Gottes Donar vorliegend (rezente Publikationen: Beck, Holzmann, Pogliani). Pogliani überträgt die Phrasen (M, P) als:

„Gnädiger und immerwährender Donar! Tosender Donar, ewiger Schall!“

## Die Handschriften
Der Spruch ist in zwei Handschriften überliefert.
- (Pro cadente morbo) Die sogenannte St. Emmeramer Handschrift, heute München, Bayerische Staatsbibliothek, Clm 14763, fol. 88v (Sigle M) aus dem 11. Jahrhundert.
- (Contra caducum morbum) Aus dem 12. Jahrhundert stammt die Handschrift in Paris (Sigle P), Bibliothèque nationale de France, Cod. nouv. acqu. lat. 229, fol. 9v, Zeile 11–23.

### Ausgaben
- Wilhelm Braune, Ernst Ebbinghaus: Althochdeutsches Lesebuch, 17. Auflage, Niemeyer, Tübingen 1994, S. 88.
- Elias von Steinmeyer: Die kleineren althochdeutschen Sprachdenkmäler, Berlin 1916, S. 380–383.

### Forschungsliteratur
- Georg Baesecke: Contra caducum morbum. In: Beiträge zur Geschichte der deutschen Sprache und Literatur 62 (1938) S. 456–460
- Wolfgang Beck: Donerdutigo. Zur Historiola des Zauberspruchs Contra Caducum Morbum. In: Amsterdamer Beiträge zur älteren Germanistik 67 (2011), S. 91–104
- Theodor von Grienberger: Althochdeutsche Texterklärungen I, 1. Contra caducum morbum. In: Beiträge zur Geschichte der deutschen Sprache und Literatur 45 (1921), S. 212–216
- Theodor von Grienberger: Der altdeutsche Heilspruch gegen die fallende Sucht. In: Zeitschrift für deutsches Altertum und deutsche Literatur 42 (1898), S. 186–193.

- Verena Holzmann: „Ich beswer dich wurm und wyrmin ...“. Formen und Typen altdeutscher Zaubersprüche und Segen. (= Wiener Arbeiten zur germanischen Altertumskunde und Philologie 36), Bern u. a. 2001, S. 192 (Nr. 127).
- J. A. Huisman: Contra caducum morbum. Zum althochdeutschen Spruch gegen Fallsucht. In: Amsterdamer Beiträge zur älteren Germanistik 17 (1982), S. 39–50.
- Annarita Pogliani: Durch ein ungleiches Schicksal verbunden. Die zwei Fassungen des altdeutschen Fallsuchtsegens. In: Zeitschrift für deutsches Altertum und deutsche Literatur 138 (2009), S. 296–311.
- Hans-Hugo Steinhoff: Contra caducum morbum. In: Verfasserlexikon – Die deutsche Literatur des Mittelalters, 2. Aufl., Bd. 2, de Gruyter, Berlin/New York 1980. Sp. 8 f.
- Wolfgang Achnitz (Hrsg.): Deutsches Literatur-Lexikon. Das Mittelalter, Band 1 Das geistliche Schrifttum von den Anfängen bis zum Beginn des 14. Jahrhunderts, De Gruyter, Berlin/New York 2011, ISBN 978-3-598-24991-4, Sp. 209f.